# 横塘镇 (庐山市)
横塘镇，是中华人民共和国江西省九江市庐山市下辖的一个乡镇级行政单位。

## 行政区划
横塘镇下辖以下地区：
故里垅村、西平村、和平村、红星村和联盟村。